# Електрон-транспортна верига
Електрон-транспортната система (ЕТС) е верига от редокс системи, при която трансферът на електрони между електронен донор (като НАДН) и електронен акцептор (като O2) е спрегнат с трансфер на H+ йони (протони) през клетъчна мембранна структура. Полученият при този трансфер електрохимичен протонен градиент се използва за генерирането на химична енергия под формата на АТФ. Електрон-транспортните вериги са клетъчните механизми, позволяващи използването на енергията от слънчевата светлина при процеса фотосинтеза, както и енергията на химичните вещества чрез редокс реакции като окислението на въглехидрати (клетъчно дишане).
В хлоропластите светлината задвижва трансформирането на водата в кислород и НАДФ+ до НАДФН с трансфер на H+ йони през тилакоидните мембрани. В митохондриите кислородът се редуцира до вода, а НАДН се окислява до НАД+, както и сукцинат до фумарат, отдавайки протон. ЕТВ е мястото с най-много „изпускане“ на електрони към кислорода, при което се получава супероксид и това води до състояние на оксидативен стрес.

## Принцип на действие
ЕТВ се състоят от пространствено разделени серии от редокс реакции, при които електроните се пренасят от донорната към акцепторната молекула. Движещата сила за тези реакции е свободната енергия на Гибс на реактантите и продуктите. Свободната енергия на Гибс е тази енергия, която може да бъде „впрегната“ да върши работа. Всички реакции, протичащи с намаление на свободната енергия в системата, са спонтанни.
Функцията на ЕТВ е да генерират трансмембранен протонен електрохимичен градиент в резултат на окислително-редукционните реакции. Когато протоните се връщат обратно през мембраната, те извършват механична работа (например задвижват бактериалното камшиче). АТФ синтазата, високо консервативен ензим сред трите домена на живота, трансформира тази механична в химична енергия, синтезирайки АТФ, който от своя страна захранва повечето клетъчни дейности.
Малка част АТФ се добива при фосфорилиране на субстратно ниво при гликолиза например. В повечето организми болшинството от АТФ се генерира при окислителното фосфорилиране в ЕТВ.

## ЕТВ в митохондриите
Повечето еукариотни клетки имат митохондрии, които генерират АТФ от продуктите на цикълa на Кребс, окислението на мастните киселини и окислението на аминокиселините. При този процес във вътрешната митохондриална мембрана електроните от НАДН и сукцинат минават по ЕТВ до кислород, който се редуцира до вода. ЕТВта се състои от серия от ензимни донори и акцептори на електрони. Всеки електронен донор подава електроните на по-електроотрицателен акцептор, който на свой ред ги предава на следващия акцептор. Така процесът продължава, докато електроните не достигнат до кислорода – крайният, най-електоотрицателен акцептор на ЕТВ. Преминаването на електроните от донор на акцептор освобождава енергия, която се използва за генерирането на протонен потенциал през вътрешната митохондриална мембрана чрез „изпомпването“ на протони в междумембранното пространство. По този начин се създава термодинамично състояние с потенциала да извършва работа. Целият този процес се обозначава като окислително фосфорилиране, тъй като АДТ се фосфорилира до АТФ, използвайки енергията от окислението на водорода в много стъпки.
Понякога част от електроните не минават по целия път на ЕТВ, а изтичат директно към кислорода, при което се образува свободен радикал супероксид (супероксиден анионрадикал), високореактивна молекула, която предизвиква оксидативен стрес и е отговорна за редица заболявания, както и отчасти за процеса на стареене.

### Митохондриални редокс системи
Енергията, получена от прехвърлянето на електрони (черни стрелки) по ЕТВ, се използва за изпомпването на протони (червени стрелки) от митохондриалния матрикс в междумембранното пространство, създавайки електрохимичен протонен градиент през вътрешната митохондриална мебрана (IMM), обозначаван като ΔΨ. Този електрохимичен протонен градиент позволява на АТФ синтазата да използва потока от H+ преминаващ през ензима обратно в матрикса за синтеза на АТФ от АДТ и неорганичен фосфат. Комплекс I (НАДН коензим Q редуктаза; означен с I) поема електрони от цикъла на Кребс, носени от НАДН, и ги предава на коензим Q10 (убихинон; означен с UQ), който също така приема електрони и от комплекс II (сукцинат дехидрогеназа; изначен с II). Убихинонът предава електроните на комплекс III (коензим Q-цитохром C редуктаза; oзначен с III), който ги предава на цитохром c (cyt c). Цитохром c ги подава на комплекс IV (цитохром c оксидаза; означена с IV), който използва електроните и водородни йони, за да редуцира молекула кислород до вода.
```
НАДХ
 →
 
Комплекс I
 
→ 
Q
 →
 
Комплекс III
 
→ 
Цитохром 
c
 
→
 
Комплекс IV
 
 → 
O
2

                   ↑
              
 
Комплекс II
 

                   ↑
                
 
ФАДН
 
```

Комплекс I, III и  IV са протонни помпи, а Q10 и цитохром c са подвижни елетронни преносители.

## ЕТВ при бактерии
При прокариоти (бактерии и археа) ЕТВ е по-усложнена, защото има няколко различни елетронни донора, както и няколко различни електронни акцептора. Обобщената ЕТВ при бактерии е:
```
                     
Донор
            
Донор
                    
Донор

                       ↓                ↓                        ↓
                 
дехидрогеназа
   →   
хинон (Q)
   →  
 
bc
1
 
  →   
цитохром

                                        ↓                        ↓
                                
оксидаза (редуктаза)
       
оксидаза (редуктаза)

                                        ↓                        ↓
                                     
Акцептор
                 
Акцептор
```

## ЕТВ при фотосинтезата
В окислителното фосфорилиране електроните се прехвърлят от високоенергиен донор на електрони (напр. НАДН) към акцептор на електрони (например O2) чрез електрон-транспортна верига. При фотофосфорилирането енергията на слънчевата светлина се използва за създаване на високоенергийни електронни донори и акцептори на електрони. Електроните след това се прехвърлят от донора до акцептор чрез друга електрон-транспортна верига.
Фотосинтетичните електрон-транспортни вериги имат много сходства с оксидативните вериги. Те използват мобилни, липидо-разтворими преносители (хинони) и мобилни, разтворими във вода преносители (цитохроми и т.н.). Те също съдържат протонна помпа. Забележително е, че на протонната помпа във всички фотосинтетични вериги прилича на митохондриалния Комплекс III.